# Teva Czech Industries
Teva Czech Industries s.r.o. je česká farmaceutická společnost se sídlem v Opavě-Komárově. Jejím 100% vlastníkem je společnost Ivax International B.V. se sídlem v Amsterdamu a patří do nadnárodní skupiny TEVA. Firma je nástupcem někdejší farmaceutické firmy Gustav Hell et Comp. se sídlem v Opavě a pobočkou ve Vídni, kterou v roce 1883 založil Gustav Hell.

## Historie
V roce 1883 založil opavský lékárník Gustav Hell společně se svým vídeňským švagrem Aloisem Hellmanem podnik s názvem Gustav Hell et Comp. Mletí drog a výroba farmaceutických preparátů probíhala s pomocí 30 zaměstnanců v někdejším mlýně Hranečník mezi Opavou a Komárovem, který Hell koupil v roce 1882. V roce 1885 byla zakoupena továrna ve Vídni, ale rovněž zrušenou Glasnerovu továrnu na výrobu krevní soli (na místě dnešního závodu Teva v Komárově). Ta byla upravena a byla do ní přesunuta výroba z mlýna Hranečník. V tomto provozu zpočátku probíhala produkce extraktů, vazelíny, obvazů a cukrovinek, postupně se továrna rozšiřovala a přidávala další produkty. Společnost příliš neprosperovala až do roku 1892, kdy zažila díky epidemii chřipky a tím velké poptávce po svých produktech nebývalý rozvoj. V roce 1903 již ve firmě pracovalo 230 zaměstnanců a měla své zastoupení v Berlíně, Hamburku, Miláně, Alexandrii, Chicagu, Melbourne a Ósace. V další letech zřídila komárovská továrna pobočné závody v Kravařích, Ratiboři, Nise a Olomouci. Po skončení 2. světové války se znárodněná firma pod názvem Hellco stává součástí SPOFA. Od roku 1952 pak podnik působí pod názvem Galena.
K 6. dubnu 1990 byl zřízen státní podnik Galena, do kterého byl vyčleněn majetek koncernu Spofa. K 1. lednu 1994 pak byl majetek státní podniku vyjmut a začleněn do nově zřízené akciové společnosti Galena. Zbytkový státní podnik pak zaniknul 28. února 2000. Nově vzniklá společnost byla v polovině 90. let částečně privatizována v kupónové privatizaci, většinový podíl získal strategický investor, kterým byla americká farmaceutická firma IVAX. Na základě těchto změn byl název společnosti změněn 30. dubna 2001 na IVAX - CR a.s. Společnost IVAX - CR zanikla 31. prosince 2002 rozdělením na dvě nástupnické společnosti: IVAX Pharmaceuticals s.r.o. a První Opavská a.s. Menšinovým akcionářům tehdy zbylo vlastnictví společnosti První Opavská, americký vlastní se stal 100% vlastníkem nově založené firmy IVAX Pharmaceuticals s.r.o. 1. října 2009 se název společnosti změnil na současný Teva Czech Industries s.r.o., což byl následek převzetí amerického koncernu IVAX izraelskou firmou TEVA v roce 2005.